# Апальово (Псковська область)
Апальово (рос. Апалёво) — присілок в Гдовському районі Псковської області Російської Федерації.
Населення становить 1 особу. Входить до складу муніципального утворення Черньовська волость.

## Історія
Від 2005 року входить до складу муніципального утворення Черньовська волость.

## Населення
| 2001 | 2002 | 2010 |
| ---- | ---- | ---- |
| 4    | ↘0   | ↗1   |